# Avnevi
Avnevi (en georgiano: ავნევი; en ruso: Авнев) o Auneu (en osetio: Аунеу) fue un pueblo que pertenece a la parcialmente reconocida República de Osetia del Sur, parte del distrito de Znaur, aunque de iure pertenece al municipio de Kareli de la región de Iberia Interior de Georgia. 

## Geografía
Avnevi se ubica a orillas del río Froni Oriental y su afluente Tiliani, a 8 kilómetros de Kornisi. 

## Historia
En la época feudal, administrativamente estaba incluida en el valle de Dvaniskalli  y desde el siglo XVI estuvo bajo la bandera del reino de Iberia.
Durante el conflicto georgiano-osetio, durante el asedio de Tsjinvali, la población osetia (hasta el 23%) de estas aldeas fue expulsada, mientras que al comienzo mismo del conflicto, las poblaciones georgiana y judía fueron expulsadas de los enclaves osetios y de Tsjinvali. Durante la guerra de Osetia del Sur de 1991-1992, los georgianos lograron controlar el pueblo, junto con el pueblo de Nuli. 
En 2007, surgió un conflicto entre las fuerzas rusas y osetias por un lado y las fuerzas georgianas y los residentes locales por el otro. El conflicto se produjo debido al trabajo de los constructores georgianos para reparar la carretera entre Avnevi y Nikozi. Las fuerzas de paz ruso-osetas bloquearon la carretera en construcción con vehículos blindados, y los residentes locales intentaron obligarlos a moverse.
Según fuentes georgianas, la aldea comenzó a ser atacada desde el lado osetio el 2 de agosto cuando comenzó la guerra ruso-georgiana. También afirmaron que la aldea fue sometida a un bombardeo masivo de mortero el 6 de agosto, mientras que el bombardeo se llevó a cabo desde Tsjinvali. El 7 de agosto, según fuentes rusas y osetias, las tropas y el equipo militar georgiano se concentraron en el área de la aldea, intercambiaron bombardeos con la vecina aldea osetia de Jetagurovo y pronto comenzaron una ofensiva a través de él a Tsjinvali. Según imágenes de satélite UNOSAT tomadas el 19 de agosto de 2008, 116 casas del pueblo quedaron completamente destruidas y 37 sufrieron graves daños.
Después de agosto de 2008, la aldea quedó desierta y su territorio está controlado por las autoridades de la República de Osetia del Sur. En octubre de 2008, sólo dos de las 400 casas en el Avnevi permanecían intactas (habitadas por familias mixtas georgiano-osetas).

## Demografía
La evolución demográfica de Avnevi entre 1926 y 2015 fue la siguiente:
| 623                                                      | 926 | 1146 | 1022 | 6 |
| (Fuente: Population of South Ossetia since Soviet times) |     |      |      |   |

Según el censo soviético de 1959, la mayoría de la población local eran georgianos. En el censo soviético de 1989 y el de 2002 realizado por las autoridades georgianas, que controlaban Avnevi, la composición étnica del pueblo es la siguiente:
|              | 1989      | 1989       | 2002      | 2002       |
| Grupo étnico | Población | Porcentaje | Población | Porcentaje |
| ------------ | --------- | ---------- | --------- | ---------- |
| Georgianos   | 905       | 77%        | 800       | 88%        |
| Osetios      | 241       | 23%        | 122       | 12%        |
| Total        | 1146      | 100%       | 1022      | 100%       |

## Infraestrucctura

### Arquitectura, monumentos y lugares de interés
En el pueblo se encuentra la iglesia de Avnevi, un templo del siglo XV construido en forma de cúpula cruzada.